# 노동가족당
노동가족당(영어: Working Families Party, WFP) 또는 근로가족당은 미국의 사회민주주의 정당이다. 한때 민주당 지지층에게 진보적 대안으로 각광받기도 했다.